# My Mind Is a Mountain
My Mind Is a Mountain è un singolo del gruppo musicale statunitense Deftones, pubblicato il 10 luglio 2025 come primo estratto dal decimo album in studio Private Music.

## Descrizione
Si tratta della traccia d'apertura del disco ed è caratterizzato da sonorità pesanti e veloci con melodie accessibili che richiamano parte dello stile dei primi lavori del gruppo.

## Video musicale
Un video per il brano, diretto da Rizz dei Vowws, è stato diffuso sul canale YouTube dei Deftones il 15 luglio 2025.

## Tracce
Testi di Chino Moreno, musiche dei Deftones.
1. My Mind Is a Mountain – 2:50

## Formazione
Gruppo
- Frank Delgado – tastiera, campionatore
- Abe Cunningham – batteria
- Chino Moreno – voce, chitarra
- Stephen Carpenter – chitarra
- Fred Sablan – basso

Produzione
- Nick Raskulinecz – produzione, registrazione, ingegneria del suono
- Deftones – produzione
- Nathan Yarborough – ingegneria del suono
- Rich Costey – missaggio
- Howie Weinberg – mastering
- Will Borza – mastering

## Classifiche
| Classifica (2025)                | Posizione massima |
| -------------------------------- | ----------------- |
| Regno Unito                      | 89                |
| Regno Unito (rock & metal)       | 8                 |
| Stati Uniti                      | 102               |
| Stati Uniti (alternative)        | 29                |
| Stati Uniti (hard rock)          | 1                 |
| Stati Uniti (mainstream rock)    | 10                |
| Stati Uniti (rock & alternative) | 11                |